# Syllabub
Syllabub is een pudding van zoete room of melk met een zure drank zoals wijn of cider. Het werd veel gegeten in Groot-Brittannië van de 16e tot de 19e eeuw, als nagerecht.
De naam komt uit de Champagnestreek van de naam Sille, en bub als verkorte vorm van bubbling drink.